# Crema Volley
Il Crema Volley è stata una società pallavolistica femminile italiana con sede a Crema.

## Storia
La società fu fondata nel 1980, militando per molti anni nei campionati regionali italiani e poi in quelli nazionali. Nella stagione 2008-09 ha conquistato la prima promozione in Serie B1. Nella stagione successiva, conquista una nuova promozione, in serie A2. Dopo la promozione in A2, ha vinto anche la Coppa Italia di Serie B1 2009-10 e sempre nel 2010, vince il 30mo Trofeo di Ostiano.
Nel suo primo campionato di Serie A2 si è classificata al settimo posto con 38 punti, totalizzando 14 vittorie e 12 sconfitte. In quell'anno ha schierato nelle proprie file Elisa Togut, riconfermata anche per la stagione 2011-12, come annunciato nella presentazione della squadra avvenuta il 18 agosto 2011 presso il Caffè Verdi a Crema.
Al suo secondo campionato cadetto, la Icos Crema conquista la promozione in Serie A1, battendo nella finale dei play-off il Volleyball Casalmaggiore.
La prima parte della stagione in massima serie, si conclude con la squadra al decimo posto, ma il 10 gennaio, la società comunica il ritiro dal campionato a causa di difficoltà economiche nel proseguire fino alla fine della stagione, pur continuando a mantenere il proprio settore giovanile.